# Кохлеарный нерв

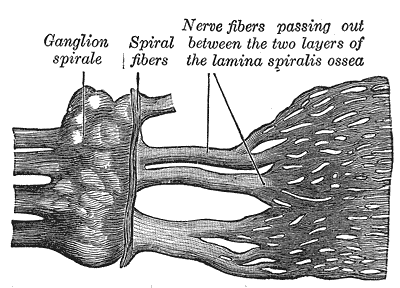
Часть кохлеарного отдела слухового нерва

Кохлеарный нерв (также улитковый, слуховой или акустический нерв) — это одна из двух частей вестибулокохлеарного нерва. Улитковый нерв переносит слуховую сенсорную информацию от улитки внутреннего уха непосредственно в мозг. Другая часть вестибулокохлеарного нерва — это вестибулярный нерв, который несет информацию о пространственной ориентации в мозг из полукружных каналов, также известных как полукружные протоки. Данный нерв проходит совместно с вестибулярным нервом в составе VIII пары черепных нервов через внутренний слуховой проход и мостомозжечковое пространство до входа в ствол мозга. Волокна кохлеарного нерва в продолговатом мозгу направляются к своим кохлеарным ядрам (дорсальному и вентральному).

## Анатомия
С точки зрения анатомии, волокно слухового нерва бывает биполярным или униполярным, причем его дистальная проекция называется периферическим отростком, а центральная проекция — аксоном. Эти два выступа также известны как «периферический аксон» и «центральный аксон» соответственно. Периферический отросток иногда называют дендритом, хотя этот термин несколько неточен. В отличие от типичного дендрита, периферический отросток генерирует и проводит импульсы, которые затем перемещаются по телу клетки (или соме) и продолжают распространяться вдоль центрального аксона.
У людей в кохлеарном нерве в среднем 30 000 нервных волокон. Количество волокон значительно различается у разных видов: у домашней кошки, например, в среднем 50 000 волокон. Периферические аксоны волокон слухового нерва образуют синаптические связи с волосковыми клетками улитки через ленточные синапсы. Центральные аксоны образуют синаптические связи с клетками кохлеарного ядра ствола мозга. Тела клеток улиткового нерва лежат внутри улитки и вместе образуют спиральный ганглий, названный так из-за спиральной формы, которую он разделяет с улиткой. Эти центральные аксоны выходят из улитки в её основании и образуют нервный ствол, который у человека составляет приблизительно один дюйм в длину. Он проходит параллельно с вестибулярными нервами через внутренний слуховой проход, через который он соединяется со стволом мозга. Там его волокна синапсируют с телами клеток ядра улитки.

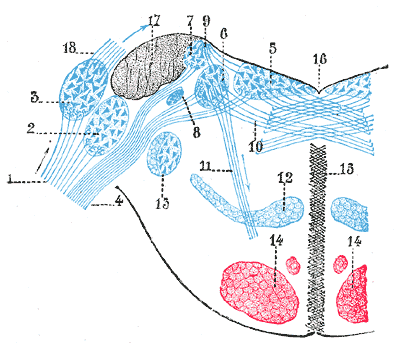
Терминальные ядра вестибулярного нерва с их верхними связями.

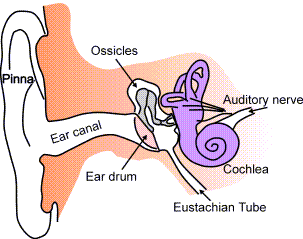
Строение уха

## Типы нейронов
У млекопитающих кохлеарные нервные волокна классифицируются как тип I или тип II.
Нейроны типа I составляют 90-95 % нейронов и иннервируют внутренние волосковые клетки. Они имеют относительно большой диаметр, биполярны и миелинизированы. Каждый аксон типа I иннервирует только одну внутреннюю волосковую клетку, но каждая внутренняя волосковая клетка иннервируется до 30 таких нервных волокон, в зависимости от вида и местоположения внутри улитки. Нейроны типа II составляют оставшиеся 5-10 % нейронов и иннервируют внешние волосковые клетки. Они имеют относительно небольшой диаметр, униполярны и немиелинизированы.

## Кохлеарный ядерный комплекс
У млекопитающих аксоны каждого улиткового нерва оканчиваются ядерным комплексом улитки, который ипсилатерально расположен в продолговатом мозге. Кохлеарное ядро является первой «ретрансляционной станцией» центральной слуховой системы и получает в основном ипсилатеральный афферентный сигнал. Каждое из трех ядер улитки тонотопически организовано. Аксоны из низкочастотной области улитки проецируются в вентральную часть дорсального ядра улитки и вентролатеральные части антеровентрального ядра улитки. Аксоны из высокочастотной области проецируются в дорсальную часть антеровентрального ядра улитки и самые верхние дорсальные части дорсального ядра улитки. Аксоны из области промежуточной частоты проецируются на промежуточные мишени, так что тонотопия сохраняется между улиткой и ядрами улитки.

## См. также

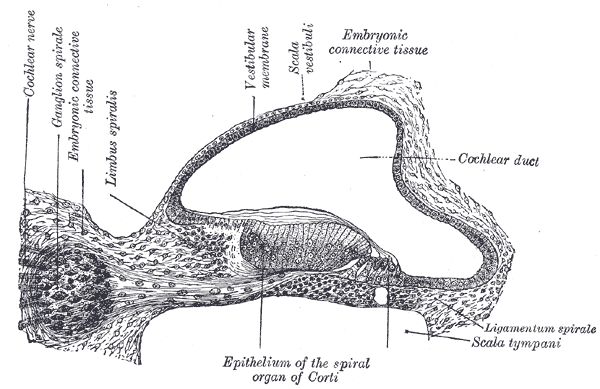
Поперечный разрез протока улитки кошки.
